# Golubie Małe
Golubie Małe ist eine kleine Siedlung in der polnischen Woiwodschaft Ermland-Masuren und gehört zur Landgemeinde Dubeninki (Dubeningken, 1938 bis 1945 Dubeningen) im Kreis Gołdap (Goldap).

## Geografische Lage und Verkehrsanbindung
Golubie Małe liegt 28 Kilometer östlich der Kreisstadt Gołdap (Goldap) im Nordosten der Woiwodschaft Ermland-Masuren unweit einer Nebenstraße, die Żytkiejmy (Szittkehmen/Schittkehmen, 1938 bis 1945 Wehrkirchen) mit Skajzgiry (Skaisgirren, 1938 bis 1945 Hellerau) sowie Błąkały (Blindgallen, 1938 bis 1945 Schneegrund) verbindet. Eine Bahnanbindung besteht nicht.

## Geschichte
Das Gründungsdatum von Golubie Małe dürfte nach 1945 liegen. Ein früherer deutscher Name des Ortes ist nicht bekannt. Die Ortsbezeichnung könnte im Zusammenhang mit dem unweit gelegenen, heute aber nicht mehr existierenden Dorf Golubie (Gollubien, 1938 bis 1945 Unterfelde) stehen, das nach 1945 kurz besiedelt war, dann aber aufgegeben wurde.

## Religionen
Kirchlich ist die mehrheitlich katholische Bevölkerung nach Żytkiejmy orientiert. Die Pfarrei gehört zum Dekanat Filipów im Bistum Ełk (Lyck) der Katholischen Kirche in Polen. Evangelische Kirchenglieder sind der Kirchengemeinde in Gołdap zugehörig, die ihrerseits eine Filialgemeinde der Pfarrei in Suwałki in der Diözese Masuren der Evangelisch-Augsburgischen Kirche in Polen ist.